# Entropia reakcji
Entropia reakcji (Δs lub ΔS) – zmiana entropii układu, spowodowana przebiegiem reakcji chemicznej pod stałym ciśnieniem i w stałej temperaturze, odniesiona do liczby postępu reakcji równej jeden.
Podstawą definicji funkcji termodynamicznych reakcji chemicznych, w tym entropii reakcji, jest pojęcie liczby postępu reakcji (λ), zdefiniowane przez Théophila de Dondera w 1920 roku jako:
{\displaystyle \lambda ={\frac {n_{zi}}{\nu _{i}}}}
Wartość λ = 1, gdy liczby moli (nzi) powstałych produktów oraz liczby moli zużytych substratów są równe odpowiednim współczynnikom stechiometrycznym (νi) w równaniu reakcji.
Entropią reakcji chemicznej jest pochodna cząstkowa entropii układu, czyli funkcji s = f (p, T, λ), obliczona dla warunków izotermiczno-izobarycznych względem liczby postępu reakcji:
{\displaystyle \Delta s_{p,T}=\left({\frac {\partial s}{\partial \lambda }}\right)_{p,T}.}
Entropię reakcji wyraża się również poprzez wielkości molowych entalpii poszczególnych reagentów, zdefiniowanych jako:
{\displaystyle S_{i}=\left({\frac {\partial s}{\partial n_{i}}}\right)_{p,T,n_{j}\neq i}.}
Entropia układu termodynamicznego, złożonego z k składników wynosi:
s = Σ ni Si = f (T, p, n1, n2, n3, ..., nk).
Aby określić entropię reakcji chemicznej oblicza się różnicę między sumą ilorazów Σ ni Si dla jej produktów i dla substratów.
{\displaystyle \Delta s=\sum {n_{i,prod}S_{i,prod}}-\sum {n_{i,subs}S_{i,subs}},}